# Jean Catelas
Jean Catelas, francoski politik, * 6. maj 1894, Puisieux, † 24. september 1941, Pariz.
Catelas, član Komunistične partije Francije, je leta 1936 postal član Državnega zbora Francije. Oktobra 1939 je pobegnil in bil nato leta 1940 obsojen v odsotnosti.
16. maja 1941 je bil aretiran, 21. septembra obsojen in 24. septembra 1941 usmrčen.